# Fußball-Club Bayern München 2019-2020
Questa voce raccoglie le informazioni riguardanti il Fußball-Club Bayern München nelle competizioni ufficiali della stagione 2019-2020.

## Stagione
Questa è la 55ª stagione consecutiva in Bundesliga per il Bayern Monaco. Dopo la vittoria dello scorso campionato e della scorsa edizione della Coppa di Germania Niko Kovač viene riconfermato come primo allenatore della squadra. La prima partita ufficiale è il 3 agosto dove il Bayern Monaco ha affrontato i rivali del Borussia Dortmund nella finale di Supercoppa di Germania. La partita vede i gialloneri vincere con il punteggio di 2-0.
Nella stagione la squadra è capace di conquistare lo storico treble, vincendo la Bundesliga, la coppa di Germania e la UEFA Champions League, battendo in finale il Paris Saint-Germain per 1-0.

## Maglie e sponsor
| Casa | Trasferta | Terza maglia | 120 anni |  |

## Organigramma societario
ORGANI DI AMMINISTRAZIONE E CONTROLLO
Consiglio di amministrazione
- Presidente: Uli Hoeneß (fino al 15 novembre), Herbert Hainer
- Presidente onorario: Franz Beckenbauer
- Vicepresidenti: Prof. Dr. Dieter Mayer, Walter Mennekes
- Chief Football Officers: Rupert Stadler, Herbert Hainer
- Chief Revenue Officers: Prof. Dr. Dieter Mayer, Dr. Edmund Stoiber, Timotheus Höttges
- Chief Financial Officers: Andreas Jung, Jörg Wacker, Helmut Markwort
- Amministratore delegato: Karl-Heinz Rummenigge
- Vice-amministratore delegato: Jan-Christian Dreesen
- Consiglieri d'amministrazione: Matthias Sammer, Jörg Wacker

AREE E MANAGEMENT
Area gestione aziendale
- Kit Manager: Lawrence Aimable
- Collaboratore rapporti internazionali: Matthias Brosamer
- Rappresentanti club: Bixente Lizarazu, Giovane Elber, Hans Pflügler
- Direttore media e comunicazione: Stefan Mennerich
- Direttore comitato direttivo: Uli Hoeneß

Area comunicazione
- Responsabile area tifosi: Raimond Aumann
- Direttore marketing e distribuzione: Kürsad Bostan
- Annunciatore: Stephan Lehmann

Area sportiva
- Direttore sportivo: Hasan Salihamidžić
- Team Manager: Kathleen Krüger

Area tecnica
Staff tecnico
- Allenatore: Niko Kovač (fino al 3 novembre 2019), Hans-Dieter Flick
- Allenatore in seconda: Robert Kovač (fino al 3 novembre 2019), Hermann Gerland (dal 4 novembre 2019)
- Collaboratori tecnici: Hans-Dieter Flick, Danny Röhl
- Preparatori dei portieri: Toni Tapalovic, Tom Starke

Preparatori atletici
- Responsabile preparazione atletica: Dr. Holger Broich
- Preparatori atletici: Egon Coordes, Thomas Wilhelmi

Match Analysis
- Direttore area scouting: Marco Neppe
- Head of International Relations and Scouting: Johannes Mösmang
- Capo osservatore: Laurent Busser
- Osservatori: Wolfgang Grobe, Dirk Anders, Franz-Josef Reckels, Oliver Rathenow

Staff medico
- Medico sociale: Dr. Hans-Wilhelm Müller-Wohlfahrt
- Fisioterapisti: Gerry Hoffmann, Stephan Weickert, Gianni Bianchi, Helmut Erhard, Bernd Schosser, Christian Huhn

## Rosa
Rosa e numerazione aggiornate al 30 giugno 2020.
| N. |                     | Ruolo | Calciatore              |
| -- | ------------------- | ----- | ----------------------- |
| 1  | Germania (bandiera) | P     | Manuel Neuer (capitano) |
| 2  | Spagna (bandiera)   | D     | Álvaro Odriozola        |
| 4  | Germania (bandiera) | D     | Niklas Süle             |
| 5  | Francia (bandiera)  | D     | Benjamin Pavard         |
| 6  | Spagna (bandiera)   | C     | Thiago Alcántara        |
| 8  | Spagna (bandiera)   | C     | Javi Martínez           |
| 9  | Polonia (bandiera)  | A     | Robert Lewandowski      |
| 10 | Brasile (bandiera)  | C     | Philippe Coutinho       |
| 11 | Francia (bandiera)  | C     | Mickaël Cuisance        |
| 14 | Croazia (bandiera)  | A     | Ivan Perišić            |
| 15 | Germania (bandiera) | A     | Jann-Fiete Arp          |
| 16 | Germania (bandiera) | A     | Leon Dajaku             |

| N. |                        | Ruolo | Calciatore                    |
| -- | ---------------------- | ----- | ----------------------------- |
| 17 | Germania (bandiera)    | D     | Jérôme Boateng                |
| 18 | Germania (bandiera)    | C     | Leon Goretzka                 |
| 19 | Canada (bandiera)      | D     | Alphonso Davies               |
| 21 | Francia (bandiera)     | D     | Lucas Hernández               |
| 22 | Germania (bandiera)    | A     | Serge Gnabry                  |
| 24 | Francia (bandiera)     | C     | Corentin Tolisso              |
| 25 | Germania (bandiera)    | A     | Thomas Müller (vice-capitano) |
| 26 | Germania (bandiera)    | P     | Sven Ulreich                  |
| 27 | Austria (bandiera)     | D     | David Alaba                   |
| 29 | Francia (bandiera)     | A     | Kingsley Coman                |
| 32 | Germania (bandiera)    | D     | Joshua Kimmich                |
| 35 | Paesi Bassi (bandiera) | A     | Joshua Zirkzee                |

## Calciomercato

### Sessione estiva(dall'1/7 al 31/8)
Durante la sessione estiva vengono registrate molte operazioni in entrata. Infatti vengono ufficializzati i due difensori francesi già acquistati durante la stagione 2018-2019 Benjamin Pavard, arrivato dallo Stoccarda per 35 milioni di euro, e Lucas Hernández dall'Atletico Madrid per la cifra record di 80 milioni di euro. Inoltre viene acquistato a titolo definitivo il giovane attaccante Jann-Fiete Arp dall'Amburgo per 4 milioni di euro, mentre arrivano con la formula del prestito oneroso con diritto di riscatto i giocatori Ivan Perišić dall'Inter e Philippe Coutinho dal Barcellona. Sul fronte delle cessioni c'è da registrare gli addii di Franck Ribéry, Arjen Robben, il quale annuncia l'addio al calcio giocato, e Rafinha a titolo gratuito. Inoltre rientra al Real Madrid James Rodríguez finito il periodo in prestito e fa ritorno al Borussia Dortmund il difensore Mats Hummels per la cifra di 30,5 milioni di euro.
| Acquisti         | Acquisti          | Acquisti            | Acquisti                                             |
| R.               | Nome              | da                  | Modalità                                             |
| ---------------- | ----------------- | ------------------- | ---------------------------------------------------- |
| D                | Lucas Hernández   | Atlético Madrid     | definitivo (80 mln €)                                |
| D                | Benjamin Pavard   | Stoccarda           | definitivo (35 mln €)                                |
| C                | Michaël Cuisance  | Borussia M'gladbach | definitivo (12 mln €)                                |
| A                | Jann-Fiete Arp    | Amburgo             | definitivo (4 mln €)                                 |
| C                | Philippe Coutinho | Barcellona          | prestito oneroso (8,5 mln €) con diritto di riscatto |
| A                | Ivan Perišić      | Inter               | prestito oneroso (5 mln €) con diritto di riscatto   |
| Altre operazioni |                   |                     |                                                      |
| D                | Marco Friedl      | Werder Brema        | fine prestito                                        |

| Cessioni         | Cessioni        | Cessioni          | Cessioni                |
| R.               | Nome            | a                 | Modalità                |
| ---------------- | --------------- | ----------------- | ----------------------- |
| D                | Mats Hummels    | Borussia Dortmund | definitivo (30,5 mln €) |
| D                | Rafinha         | Flamengo          | svincolato              |
| A                | Franck Ribéry   |                   | svincolato              |
| A                | Arjen Robben    |                   | fine carriera           |
| C                | Renato Sanches  | Lilla             | definitivo (20 mln €)   |
| Altre operazioni |                 |                   |                         |
| C                | Marco Friedl    | Werder Brema      | definitivo (3,5 mln €)  |
| C                | James Rodríguez | Real Madrid       | fine prestito           |

### Sessione invernale(dal 1/1 al 31/1)
| Acquisti | Acquisti         | Acquisti    | Acquisti |
| R.       | Nome             | da          | Modalità |
| -------- | ---------------- | ----------- | -------- |
| D        | Álvaro Odriozola | Real Madrid | prestito |

| Cessioni | Cessioni | Cessioni | Cessioni |
| R.       | Nome     | a        | Modalità |
| -------- | -------- | -------- | -------- |

## Risultati

### Bundesliga

#### Girone di andata
| Arbitro: | Osmers |

|                            |           |                          |
| Lewandowski 24’ 60’ (rig.) | Marcatori | 36’ Lukebakio 38’ Grujić |

| Arbitro: | Fritz |

|  |           |                                |
|  | Marcatori | 20’ (rig.) 50’ 75’ Lewandowski |

| Arbitro: | Schmidt |

|                                                                       |           |            |
| Pavard 36’ Alaba 45’ Perišić 54’ Coman 64’ Lewandowski 68’ Davies 80’ | Marcatori | 6’ Boëtius |

| Arbitro: | Stegemann |

|                       |           |                |
| Forsberg 45+3’ (rig.) | Marcatori | 3’ Lewandowski |

| Arbitro: | Ittrich |

|                                                    |           |  |
| Lewandowski 3’ 48’ Coutinho 62’ (rig.) Perišić 73’ | Marcatori |  |

| Arbitro: | Zwayer |

|                        |           |                                            |
| Pröger 68’ Collins 84’ | Marcatori | 15’ Gnabry 55’ P. Coutinho 79’ Lewandowski |

| Arbitro: | Stieler |

|                 |           |                 |
| Lewandowski 73’ | Marcatori | 54’ 79’ Adamyan |

| Arbitro: | Siebert |

|                              |           |                            |
| Richter 1’ Finnbogason 90+1’ | Marcatori | 14’ Lewandowski 49’ Gnabry |

| Arbitro: | Fritz |

|                            |           |                   |
| Pavard 13’ Lewandowski 53’ | Marcatori | 86’ (rig.) Polter |

| Arbitro: | Schmidt |

|                                                              |           |                 |
| Kostić 25’ Sow 33’ Abraham 49’ Hinteregger 61’ Paciencia 85’ | Marcatori | 37’ Lewandowski |

| Arbitro: | Zwayer |

|                                                    |           |  |
| Lewandowski 17’, 76’ Gnabry 47’ Hummels 80’ (aut.) | Marcatori |  |

| Arbitro: | Willenborg |

|  |           |                                                |
|  | Marcatori | 11’ Pavard 27’ Tolisso 34’ Gnabry 70’ Coutinho |

| Arbitro: | Winkmann |

|            |           |                 |
| Müller 34’ | Marcatori | 10’, 35’ Bailey |

| Arbitro: | Fritz |

|                              |           |             |
| Bensebaini 60’, 90+2’ (rig.) | Marcatori | 49’ Perišić |

| Arbitro: | Schroder |

|                                                          |           |  |
| Coutinho 45’, 63’, 78’ Lewandowski 45+4’, 72’ Müller 75’ | Marcatori |  |

| Arbitro: | Stegamann |

|           |           |                                            |
| Grifo 58’ | Marcatori | 16’ Lewandowski 90+3’ Zirkzee 90+5’ Gnabry |

| Arbitro: | Dingert |

|                        |           |  |
| Zirkzee 85’ Gnabry 89’ | Marcatori |  |

#### Girone di ritorno
| Arbitro: | Stieler |

|  |           |                                                                    |
|  | Marcatori | 60’ Müller 73’ (rig.) Lewandowski 75’ Thiago Alcántara 84’ Perišić |

| Arbitro: | Grafe |

|                                                                         |           |  |
| Lewandowski 6’ Müller 45+2’ Goretzka 6’ Thiago Alcántara 58’ Gnabry 89’ | Marcatori |  |

| Arbitro: | Dankert |

|               |           |                                                |
| St. Juste 45’ | Marcatori | 8’ Lewandowski 14’ Müller 26’ Thiago Alcántara |

| Monaco di Baviera 9 febbraio 2020, ore 18:30 CET 21ª giornata | Bayern Monaco | 0 – 0 referto | RB Lipsia | Allianz Arena (75.000 spett.)\| Arbitro: \| Fritz \| |
| Arbitro:                                                      | Fritz         |               |           |                                                      |

| Arbitro: | Zwayer |

|         |           |                                         |
| Uth 70’ | Marcatori | 3’ Lewandowski 5’ Coman 12’, 66’ Gnabry |

| Arbitro: | Schmidt |

|                                 |           |                       |
| Gnabry 25’ Lewandowski 70’, 88’ | Marcatori | 44’ Srbeny 75’ Michel |

| Arbitro: | Dingert |

|  |           |                                                                 |
|  | Marcatori | 2’ Gnabry 7’ Kimmich 15’ Zirkzee 33’, 47’ Coutinho 62’ Goretzka |

| Arbitro: | Steinhaus |

|                           |           |  |
| Müller 53’ Goretzka 90+1’ | Marcatori |  |

| Arbitro: | Dankert |

|  |           |                                   |
|  | Marcatori | 40’ (rig.) Lewandowski 80’ Pavard |

| Arbitro: | Fritz |

|                                                                           |           |                      |
| Goretzka 17’ Müller 41’ Lewandowski 46’ Davies 61’ Hinteregger 74’ (aut.) | Marcatori | 52’, 55’ Hinteregger |

| Arbitro: | Stieler |

|  |           |             |
|  | Marcatori | 42’ Kimmich |

| Arbitro: | Hartmann |

|                                                                 |           |  |
| Jørgensen 15’ (aut.) Pavard 29’ Lewandowski 43’, 50’ Davies 52’ | Marcatori |  |

| Arbitro: | Grafe |

|                      |           |                                                   |
| Alario 10’ Wirtz 89’ | Marcatori | 27’ Coman 42’ Goretzka 45’ Gnabry 66’ Lewandowski |

| Arbitro: | Zwayer |

|                          |           |                   |
| Zirkzee 26’ Goretzka 86’ | Marcatori | 37’ (aut.) Pavard |

| Arbitro: | Osmers |

|  |           |                 |
|  | Marcatori | 43’ Lewandowski |

| Arbitro: | Storks |

|                                  |           |           |
| Kimmich 15’ Lewandowski 24’, 37’ | Marcatori | 33’ Höler |

| Arbitro: | Ittrich |

|  |           |                                                         |
|  | Marcatori | 4’ Coman 37’ Cuisance 72’ (rig.) Lewandowski 79’ Müller |

### Coppa di Germania

#### Fase a eliminazione diretta
| Arbitro: | Ittrich |

|           |           |                                        |
| Taz 90+3’ | Marcatori | 32’ Lewandowski 64’ Coman 85’ Goretzka |

| Arbitro: | Schroder |

|                   |           |                       |
| Davies 35’ (aut.) | Marcatori | 83’ Gnabry 89’ Müller |

| Arbitro: | Stegemann |

|                                                   |           |                                     |
| Hübner 12’ (aut.) Müller 20’ Lewandowski 36’, 80’ | Marcatori | 8’ (aut.) Boateng 82’, 90+2’ Dabour |

| Arbitro: | Stieler |

|  |           |             |
|  | Marcatori | 40’ Kimmich |

| Arbitro: | Fritz |

|                             |           |              |
| Perišić 14’ Lewandowski 74’ | Marcatori | 69’ Da Costa |

| Arbitro: | Welz |

|                                 |           |                                           |
| Bender 63’ Havertz 90+5’ (rig.) | Marcatori | 16’ Alaba 24’ Gnabry 59’, 89’ Lewandowski |

### UEFA Champions League

#### Fase a gironi
| Arbitro: | Madden |

|                                        |           |  |
| Coman 34’ Lewandowski 80’ Müller 90+1’ | Marcatori |  |

| Arbitro: | Turpin |

|                         |           |                                                        |
| Son 12’ Kane 61’ (rig.) | Marcatori | 15’ Kimmich 45’ 87’ Lewandowski 53’ 55’ 83’ 88’ Gnabry |

| Arbitro: | Makkelie |

|                            |           |                                 |
| El-Arabi 23’ Guilherme 79’ | Marcatori | 34’ 62’ Lewandowski 75’ Tolisso |

| Arbitro: | Raczowski |

|                             |           |  |
| Lewandowski 69’ Perišić 89’ | Marcatori |  |

| Arbitro: | Kuipers |

|  |           |                                                                |
|  | Marcatori | 14’ Goretzka 53’ (rig.), 60’, 64’, 68’ Lewandowski 89’ Tolisso |

| Arbitro: | Rocchi |

|                                   |           |               |
| Coman 14’ Müller 45’ Coutinho 64’ | Marcatori | 20’ Sessegnon |

#### Fase ad eliminazione diretta
| Arbitro: | Turpin |

|  |           |                                 |
|  | Marcatori | 51’, 54’ Gnabry 76’ Lewandowski |

| Arbitro: | Hategan |

|                                                     |           |             |
| Lewandowski 10’ (rig.), 84’ Perišić 24’ Tolisso 76’ | Marcatori | 44’ Abraham |

| Arbitro: | Skomina |

|                            |           |                                                                                     |
| Alaba 7’ (aut.) Suárez 57’ | Marcatori | 4’, 31’ Müller 22’ Perišić 27’ Gnabry 63’ Kimmich 82’ Lewandowski 85’, 89’ Coutinho |

| Arbitro: | Mateu Lahoz |

|  |           |                                 |
|  | Marcatori | 18’, 33’ Gnabry 88’ Lewandowski |

| Arbitro: | Orsato |

|  |           |           |
|  | Marcatori | 59’ Coman |

### Supercoppa di Germania
| Arbitro: | Siebert |

|                     |           |  |
| Paco 48’ Sancho 69’ | Marcatori |  |

## Statistiche

### Statistiche di squadra
Statistiche aggiornate al 23 agosto 2020.
| Competizione           | Punti | In casa | In casa | In casa | In casa | In casa | In casa | In trasferta | In trasferta | In trasferta | In trasferta | In trasferta | In trasferta | Totale | Totale | Totale | Totale | Totale | Totale | DR   |
| Competizione           | Punti | G       | V       | N       | P       | Gf      | Gs      | G            | V            | N            | P            | Gf           | Gs           | G      | V      | N      | P      | Gf     | Gs     | DR   |
| ---------------------- | ----- | ------- | ------- | ------- | ------- | ------- | ------- | ------------ | ------------ | ------------ | ------------ | ------------ | ------------ | ------ | ------ | ------ | ------ | ------ | ------ | ---- |
| Bundesliga             | 82    | 17      | 13      | 2       | 2       | 53      | 15      | 17           | 13           | 2            | 2            | 47           | 17           | 34     | 26     | 4      | 4      | 100    | 32     | +68  |
| Coppa di Germania      | -     | 2       | 2       | 0       | 0       | 6       | 4       | 4            | 4            | 0            | 0            | 10           | 4            | 6      | 6      | 0      | 0      | 16     | 8      | +8   |
| Supercoppa di Germania | -     | 0       | 0       | 0       | 0       | 0       | 0       | 1            | 0            | 0            | 1            | 0            | 2            | 1      | 0      | 0      | 1      | 0      | 2      | -2   |
| Champions League       | 18    | 4       | 4       | 0       | 0       | 12      | 2       | 7            | 7            | 0            | 0            | 31           | 6            | 11     | 11     | 0      | 0      | 43     | 8      | +35  |
| Totale                 | -     | 23      | 19      | 2       | 2       | 71      | 21      | 29           | 24           | 2            | 3            | 88           | 29           | 52     | 43     | 4      | 5      | 159    | 50     | +109 |

### Andamento in campionato
| Giornata  | 1 | 2 | 3 | 4 | 5 | 6 | 7 | 8 | 9 | 10 | 11 | 12 | 13 | 14 | 15 | 16 | 17 | 18 | 19 | 20 | 21 | 22 | 23 | 24 | 25 | 26 | 27 | 28 | 29 | 30 | 31 | 32 | 33 | 34 |
| --------- | - | - | - | - | - | - | - | - | - | -- | -- | -- | -- | -- | -- | -- | -- | -- | -- | -- | -- | -- | -- | -- | -- | -- | -- | -- | -- | -- | -- | -- | -- | -- |
| Luogo     | C | T | C | T | C | T | C | T | C | T  | C  | T  | C  | T  | C  | T  | C  | T  | C  | T  | C  | T  | C  | T  | C  | T  | C  | T  | C  | T  | C  | T  | C  | T  |
| Risultato | N | V | V | N | V | V | P | N | V | P  | V  | V  | P  | P  | V  | V  | V  | V  | V  | V  | N  | V  | V  | V  | V  | V  | V  | V  | V  | V  | V  | V  | V  | V  |
| Posizione | 8 | 6 | 3 | 4 | 2 | 1 | 3 | 3 | 2 | 4  | 3  | 3  | 4  | 7  | 5  | 3  | 3  | 2  | 1  | 1  | 1  | 1  | 1  | 1  | 1  | 1  | 1  | 1  | 1  | 1  | 1  | 1  | 1  | 1  |

Fonte:  Bundesliga – Classifiche , su sport.sky.it, sport.sky.it.
Legenda:

Luogo: C = Casa; T = Trasferta. Risultato: V = Vittoria; N = Pareggio; P = Sconfitta.

### Statistiche dei giocatori
In corsivo i giocatori che hanno lasciato la squadra a stagione già iniziata.
| Giocatore      | Bundesliga | Bundesliga | Bundesliga  | Bundesliga | Coppa di Germania | Coppa di Germania | Coppa di Germania | Coppa di Germania | Champions League | Champions League | Champions League | Champions League | Supercoppa di Germania | Supercoppa di Germania | Supercoppa di Germania | Supercoppa di Germania | Totale   | Totale | Totale      | Totale     |
| Giocatore      | Presenze   | Reti       | Ammonizioni | Espulsioni | Presenze          | Reti              | Ammonizioni       | Espulsioni        | Presenze         | Reti             | Ammonizioni      | Espulsioni       | Presenze               | Reti                   | Ammonizioni            | Espulsioni             | Presenze | Reti   | Ammonizioni | Espulsioni |
| -------------- | ---------- | ---------- | ----------- | ---------- | ----------------- | ----------------- | ----------------- | ----------------- | ---------------- | ---------------- | ---------------- | ---------------- | ---------------------- | ---------------------- | ---------------------- | ---------------------- | -------- | ------ | ----------- | ---------- |
| D. Alaba       | 28         | 1          | 0           | 0          | 5                 | 1                 | 1                 | 0                 | 8                | 0                | 0                | 0                | 1                      | 0                      | 0                      | 0                      | 42       | 2      | 1           | 0          |
| T. Alcántara   | 24         | 3          | 7           | 0          | 5                 | 0                 | 1                 | 0                 | 10               | 0                | 2                | 0                | 1                      | 0                      | 0                      | 0                      | 40       | 3      | 10          | 0          |
| J.F. Arp       | 0          | 0          | 0           | 0          | 0                 | 0                 | 0                 | 0                 | 0                | 0                | 0                | 0                | 0                      | 0                      | 0                      | 0                      | 0        | 0      | 0           | 0          |
| J. Boateng     | 24         | 0          | 5           | 1          | 4                 | 0                 | 0                 | 0                 | 9                | 0                | 1                | 0                | 1                      | 0                      | 1                      | 0                      | 38       | 0      | 7           | 1          |
| K. Coman       | 24         | 4          | 2           | 0          | 4                 | 1                 | 0                 | 0                 | 9                | 3                | 0                | 0                | 1                      | 0                      | 0                      | 0                      | 38       | 8      | 2           | 0          |
| P. Coutinho    | 23         | 8          | 0           | 0          | 4                 | 0                 | 0                 | 0                 | 11               | 3                | 0                | 0                | 0                      | 0                      | 0                      | 0                      | 38       | 11     | 0           | 0          |
| M. Cuisance    | 9          | 1          | 1           | 0          | 1                 | 0                 | 0                 | 0                 | 0                | 0                | 0                | 0                | 0                      | 0                      | 0                      | 0                      | 10       | 1      | 1           | 0          |
| L. Dajaku      | 2          | 0          | 0           | 0          | 0                 | 0                 | 0                 | 0                 | 0                | 0                | 0                | 0                | 0                      | 0                      | 0                      | 0                      | 2        | 0      | 0           | 0          |
| A. Davies      | 29         | 3          | 4           | 1          | 5                 | 0                 | 0                 | 0                 | 8                | 0                | 2                | 0                | 1                      | 0                      | 0                      | 0                      | 43       | 3      | 6           | 1          |
| S. Gnabry      | 31         | 12         | 0           | 0          | 5                 | 2                 | 0                 | 0                 | 10               | 9                | 2                | 0                | 0                      | 0                      | 0                      | 0                      | 46       | 23     | 2           | 0          |
| L. Goretzka    | 24         | 6          | 2           | 0          | 5                 | 1                 | 0                 | 0                 | 8                | 1                | 0                | 0                | 1                      | 0                      | 0                      | 0                      | 38       | 8      | 2           | 0          |
| L. Hernández   | 19         | 0          | 3           | 0          | 3                 | 0                 | 1                 | 0                 | 3                | 0                | 0                | 0                | 0                      | 0                      | 0                      | 0                      | 25       | 0      | 4           | 0          |
| J. Kimmich     | 33         | 4          | 7           | 0          | 6                 | 1                 | 1                 | 0                 | 11               | 2                | 3                | 0                | 1                      | 0                      | 1                      | 0                      | 51       | 7      | 12          | 0          |
| R. Lewandowski | 31         | 34         | 5           | 0          | 5                 | 6                 | 1                 | 0                 | 10               | 15               | 0                | 0                | 1                      | 0                      | 1                      | 0                      | 47       | 55     | 7           | 0          |
| J. Martínez    | 16         | 0          | 5           | 1          | 1                 | 0                 | 0                 | 0                 | 7                | 0                | 0                | 0                | 0                      | 0                      | 0                      | 0                      | 24       | 0      | 5           | 1          |
| T. Müller      | 33         | 8          | 5           | 0          | 6                 | 2                 | 0                 | 0                 | 10               | 4                | 1                | 0                | 1                      | 0                      | 0                      | 0                      | 50       | 14     | 6           | 0          |
| M. Neuer       | 33         | -31        | 0           | 0          | 6                 | -8                | 0                 | 0                 | 11               | -8               | 1                | 0                | 1                      | -2                     | 0                      | 0                      | 51       | -49    | 1           | 0          |
| Á. Odriozola   | 3          | 0          | 0           | 0          | 1                 | 0                 | 0                 | 0                 | 1                | 0                | 0                | 0                | 0                      | 0                      | 0                      | 0                      | 5        | 0      | 0           | 0          |
| B. Pavard      | 32         | 4          | 5           | 0          | 6                 | 0                 | 1                 | 0                 | 8                | 0                | 0                | 0                | 1                      | 0                      | 0                      | 0                      | 47       | 4      | 6           | 0          |
| I. Perišić     | 22         | 4          | 1           | 0          | 3                 | 1                 | 1                 | 0                 | 10               | 3                | 0                | 0                | 0                      | 0                      | 0                      | 0                      | 35       | 8      | 2           | 0          |
| R. Sanches     | 1          | 0          | 0           | 0          | 1                 | 0                 | 0                 | 0                 | 0                | 0                | 0                | 0                | 1                      | 0                      | 0                      | 0                      | 3        | 0      | 0           | 0          |
| N. Süle        | 8          | 0          | 1           | 0          | 1                 | 0                 | 0                 | 0                 | 6                | 0                | 1                | 0                | 1                      | 0                      | 0                      | 0                      | 16       | 0      | 2           | 0          |
| C. Tolisso     | 13         | 1          | 0           | 0          | 4                 | 0                 | 1                 | 0                 | 10               | 3                | 0                | 0                | 1                      | 0                      | 0                      | 0                      | 28       | 4      | 1           | 0          |
| S. Ulreich     | 1          | -1         | 1           | 0          | 0                 | -0                | 0                 | 0                 | 0                | -0               | 0                | 0                | 0                      | -0                     | 0                      | 0                      | 1        | -1     | 1           | 0          |
| J. Zirkzee     | 9          | 4          | 0           | 0          | 2                 | 0                 | 0                 | 0                 | 1                | 0                | 0                | 0                | 0                      | 0                      | 0                      | 0                      | 12       | 4      | 0           | 0          |